# Лобода Зерова
Лобода Зерова (Chenopodium zerovii) — вид рослин з родини амарантових (Amaranthaceae), поширений у Молдові й південній Україні.

## Опис
Однорічна рослина 20–40 см заввишки. Стебло шорстке, дуже кутисто-ребристе, різко смугасте, в нижній частині штопороподібно-закручене. Листки товстуваті, жорсткі, знизу з дуже щільним білуватим борошнистим нальотом.

## Поширення
Поширений у Молдові й південній Україні.
В Україні вид зростає на солончаках, засмічених місцях, у посівах — у пд. Степу, зазвичай; в Лісостепу, зрідка.